# Mepschehuis

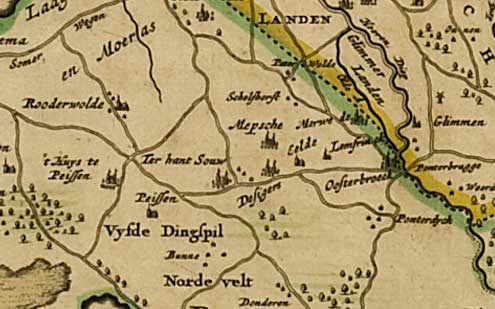
Detail van een kaart van Nicolaes Jansz Visscher uit 1663 met Mepschehuis aangegeven als Mepsche en Ter Borch als De Sigers

Het Mepschehuis (ook Huis te Eelde) was een havezate in de Drentse plaats Eelde in het dingspel Noordenveld.
Wanneer het Mepschehuis is gebouwd is onbekend. In de 14e eeuw duikt de naam De Mepsche al op in Drenthe. In 1516 is Johan de Mepsche tot Eelde ette voor het dingspel Noordenveld. Zijn zoon Egbert werd in 1598 toegelaten tot de Drentse Ridderschap. Hij bezat toen twee havezaten, Westrup in Westdorp bij Borger en het Mepschehuis in Eelde. Het recht van havezate van het Huis te Eelde was niet onomstreden. De zoon van Egbert, Johan de Mepsche diende in 1631 te bewijzen, dat dit huis het recht van havezate bezat. In 1646 stond het Mepschehuis te Eelde wel vermeld op de lijst met erkende havezaten in Drenthe. In de eerste helft van de 17e eeuw was de familie De Mepsche een invloedrijke familie in deze streek van Drenthe. In de tweede helft van de 17e eeuw verging het de familie minder goed. Het Mepschehuis was inmiddels in het bezit van Agnes Horekens, weduwe van Luidewart, een zoon van Johan. Samen met haar zoon Johan de Mepsche trachtte zij, na een faillissement, de verkoop van de havezate te verhinderen. Wrang voor hen was dat de havezate verkocht moest worden aan hun buurman Reynt de Sigers te Borch, met wie zij in onmin leefden. Hij bezat de aangrenzende havezate Ter Borch in Eelde en had zijn oog laten vallen op het Mepschehuis. In 1683 kocht hij het landgoed bij een gerechtelijke verkoping. Het had echter nog veel voeten in aarde voordat het Mepschehuis daadwerkelijk door de familie De Mepsche werd ontruimd. De drost van Drenthe bemoeide zich er hoogst persoonlijk mee. Johan de Mepsche werd door de nieuwe eigenaar gedetineerd, omdat hij zijn zakelijke verplichtingen niet nakwam. Daarna diende hij het land te verlaten. Uiteindelijk kreeg de nieuwe eigenaar het Mepschehuis in 1685 daadwerkelijk in zijn bezit. Hij kreeg in 1689 toestemming om het recht van havezate te verleggen naar een door hem gekocht huis in Paterswolde, Huis Vennebroek. Het Mepschehuis was zijn status als havezate verloren, maar bleef ook in de 18e eeuw als herenhuis bewoond. In 1779 werd het huis ter verkoop aangeboden. Waarschijnlijk werd het huis rond 1847, toen het landgoed werd verkocht, afgebroken.